# 13869 Fruge
13869 Fruge eller 2000 AR194 är en asteroid i huvudbältet som upptäcktes den 8 januari 2000 av LINEAR i Socorro County, New Mexico. Den är uppkallad efter Norma A. Fruge.
Asteroiden har en diameter på ungefär 4 kilometer.